# Acanthella simplex
Acanthella simplex är en svampdjursart som beskrevs av Thiele 1898. Acanthella simplex ingår i släktet Acanthella och familjen Dictyonellidae.
Artens utbredningsområde är havet kring Japan. Inga underarter finns listade i Catalogue of Life.